# MiniDisc
MiniDisc или Minidisc (MD), на български МиниДиск или Минидиск (МД), е магнито-оптично дисково устройство за съхранение на данни, предназначено преимуществено за запис на цифровизирана аудио информация – първоначално с обем на времетраене до 74 минути, а по-късно и на 80 минути. Под формата на Hi-MD на марката Sony, MD получава всеобщо разпространение.
MiniDisc формата е презентирана от Sony на 12 януари 1992 г., а през септември 1992 г. е обявено пускането ѝ за продажба, като това става през ноември същата година в Япония и през декември в САЩ и Европа. Новият музикален формат е първоначално предвиден за ATRAC аудио компресия на данните, но възможността която предоставя този формат за линеен PCM цифров запис е използвана по-късно, за да се постигне качество на звука, сравнимо с това на компакт диск.
MiniDisc е популярен и наложил се формат в Япония и донякъде в Европа, но има ограничено разпространение другаде и в частност в САЩ. Причината за това явление е комерсиална, тъй като MiniDisc системата позволява до милион записи на един диск със съпоставимо помежду си качество, което възпрепятства продажбите на попмузика най-вече на CD носители на големите американски продуцентски компании, тъй като MD формата поради характеристиките си ограничава по този начин разпространението на продукцията и съответно и печалбите им от CD носители по това време, чийто записващи устройства за значително по-скъпи и по-недостъпни за масовия потребител.
През 2011 г. е окончателно спряно производството на MiniDisc плейър-рекордери устройствата за четене и запис на формата, като на свободния пазар през 2012 г. (макар и по-ограничено от предходните двадесет години когато формата присъства на пазара на четящи и възпроизвеждащи го устройства) все още продължават да се предлагат MD с времетраене 74 и 80 минути. Търговски марки производители на MiniDisc плейър-рекордер устройства са Sony, Sharp, Aiwa, Kenwood, Yamaha, Pioneer и Denon.